# Улну
Улну (фр. Aulneaux) насеље је и општина у западној Француској у региону Лоара, у департману Сарт која припада префектури Мамер.
По подацима из 2011. године у општини је живело 107 становника, а густина насељености је износила 12 становника/km². Општина се простире на површини од 8,17 km². Налази се на средњој надморској висини од 156 метара (максималној 190 m, а минималној 143 m).

## Демографија
| 1962. | 1968. | 1975. | 1982. | 1990. | 1999. | 2011. |
| ----- | ----- | ----- | ----- | ----- | ----- | ----- |
| 157   | 139   | 127   | 101   | 101   | 110   | 107   |

График промене броја становника у току последњих година